# Quttinirpaaq-Nationalpark
Der Quttinirpaaq-Nationalpark (offiziell englisch Quttinirpaaq National Park of Canada, französisch Parc national du Canada Quttinirpaaq, Inuktitut ᖁᑦᑎᒃᓂᕐᐹᖅ ᒥᕐᖑᐃᓯᕐᕕᒃ ᑲᓇᑕᒥ / alternativ auch Quttinirtaaq National Park) ist mit einer Fläche von 38.000 Quadratkilometern der größte Nationalpark des Territoriums Nunavut und der zweitgrößte der fast 50 Nationalparks in Kanada. Er liegt von allen Parks am nördlichsten. Sein Name stammt aus dem Inuktitut-Dialekt und bedeutet „Gipfel der Welt“.
1988 wurden wesentliche Teile des Nordens der Ellesmere-Insel unter dem Namen „Ellesmere National Park Reserve“ zum Schutzgebiet erhoben; 1999 erhielt das Gebiet den Namen „Quttinirpaaq“, und die endgültige gesetzliche Verankerung als Nationalpark erfolgte mit der kanadischen Nationalpark-Verordnung vom 19. Februar 2001. Er wird unter der WDPA-ID 13396 geführt.

## Geografie

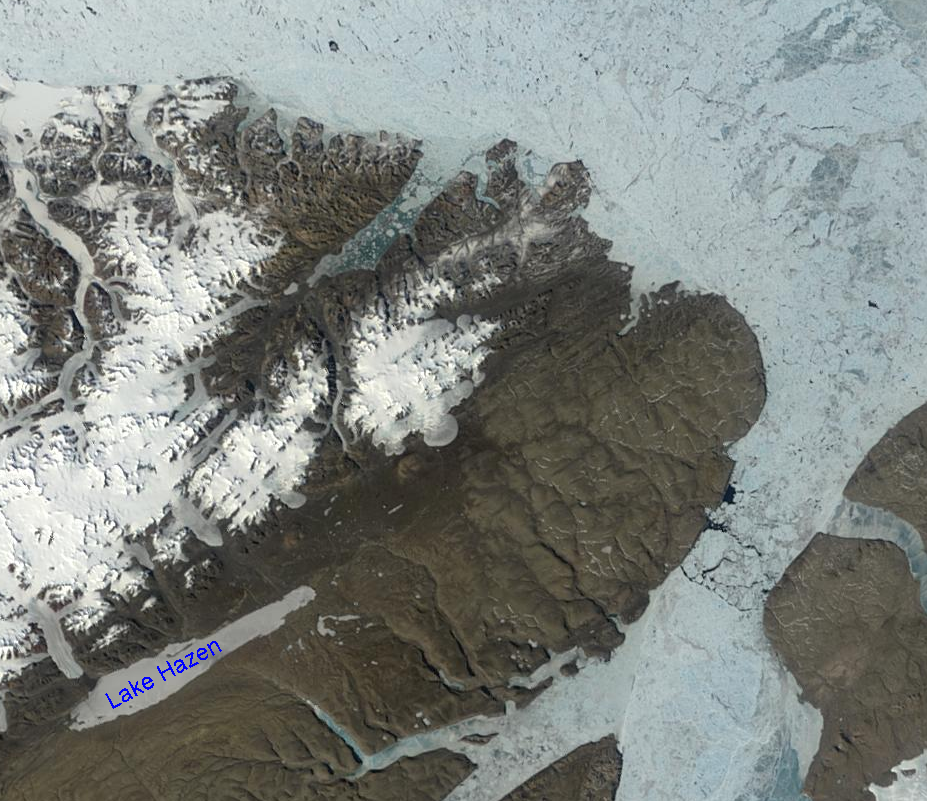
Satellitenbild des Gebiets

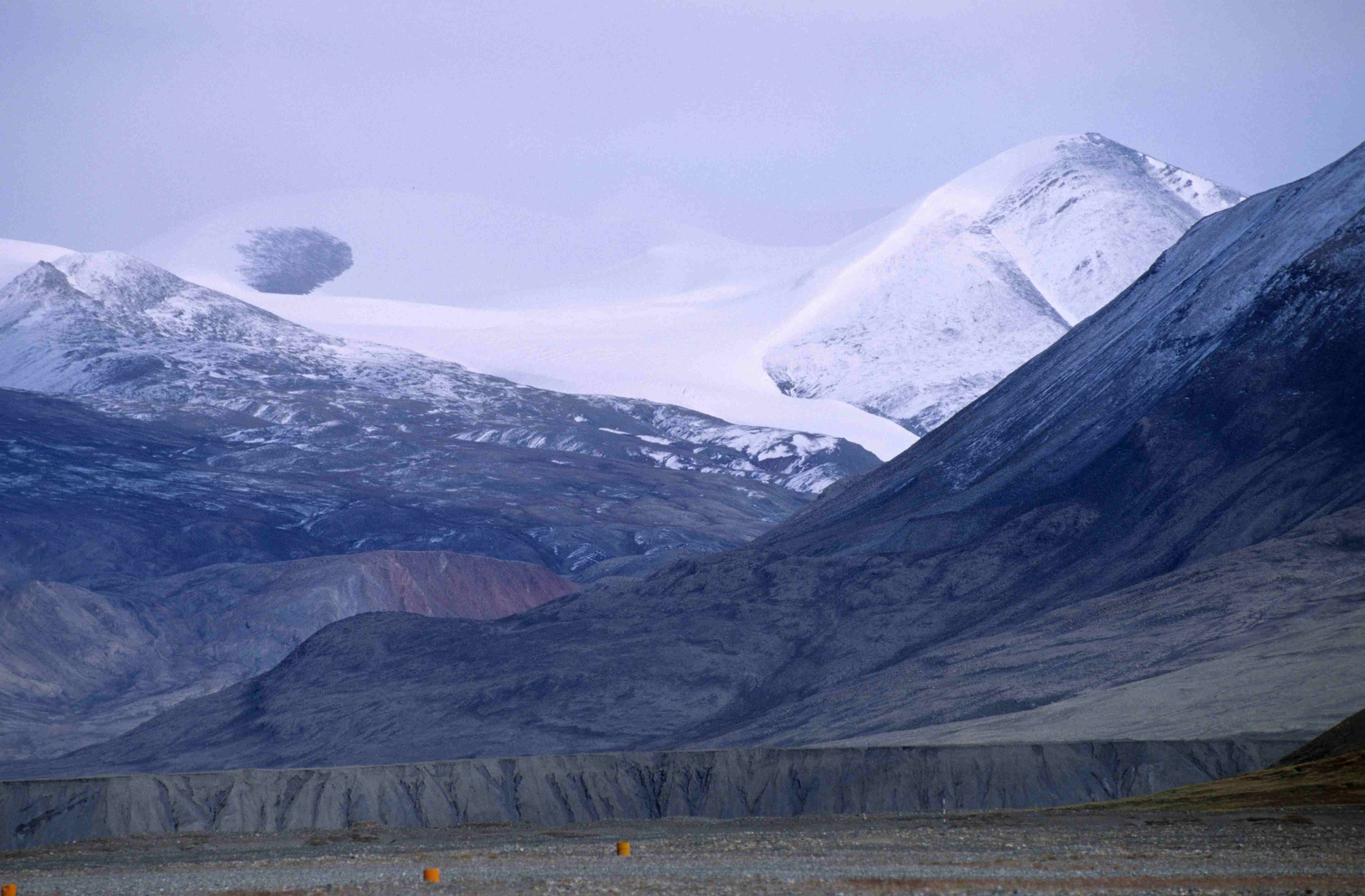
Tanquary-Fjord-Camp, Blick zur Ad-Astra-Eiskappe (Conger Range)

Geografisch umfasst der Quttinirpaaq-Nationalpark den Norden der Ellesmere-Insel mit Ausnahme eines größeren Areals rund um die kanadische Militärstation Alert im äußersten Nordosten der Insel. Der Nationalpark stellt ein von jeder Zivilisation weit entferntes, stark zerklüftetes Gebiet von insgesamt knapp 20 Prozent der Insel dar, was etwa 10 Prozent der Fläche Deutschlands entspricht.
Die Küsten des Nationalparks werden vom Arktischen Ozean umschlossen und sind von Gletschertälern, tiefen Landeinschnitten und insgesamt sieben Fjorden stark zerklüftet. Wo ganz im Norden die Berge von Grant-Land, dem Nordteil des Parks, zum Ozean abfallen, binden einzigartige Meereseisplatten von bis zu 80 Metern Dicke seit mehreren Jahrtausenden Meer und Land zusammen. Eine dieser Eisplatten, das „Ward Hunt Ice Shelf“ nahe dem Disraeli Fiord (82° 53′ n. Br., 73° 03′ w. L.) zerbrach im Sommer 2002.

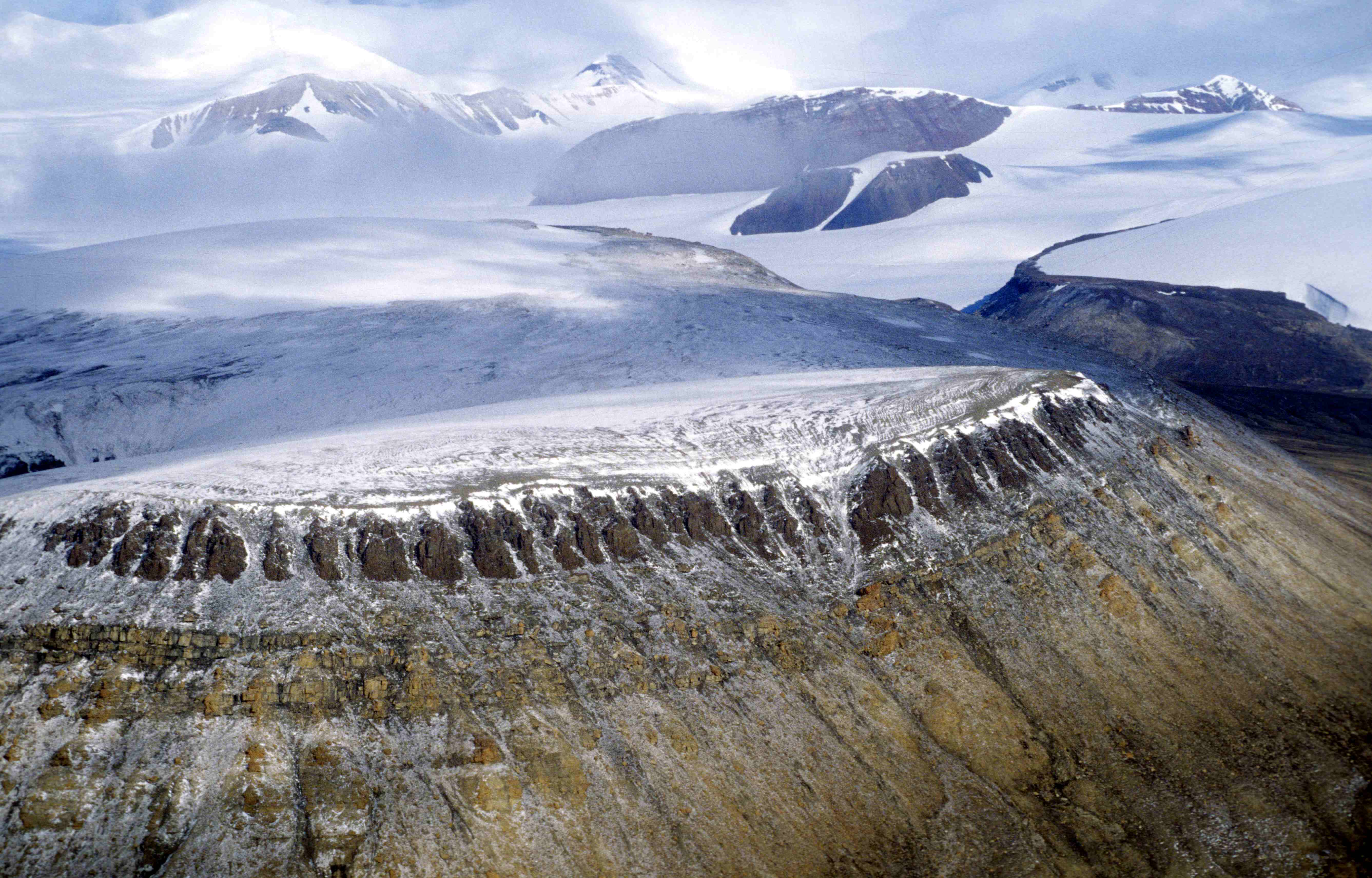
British Empire Range

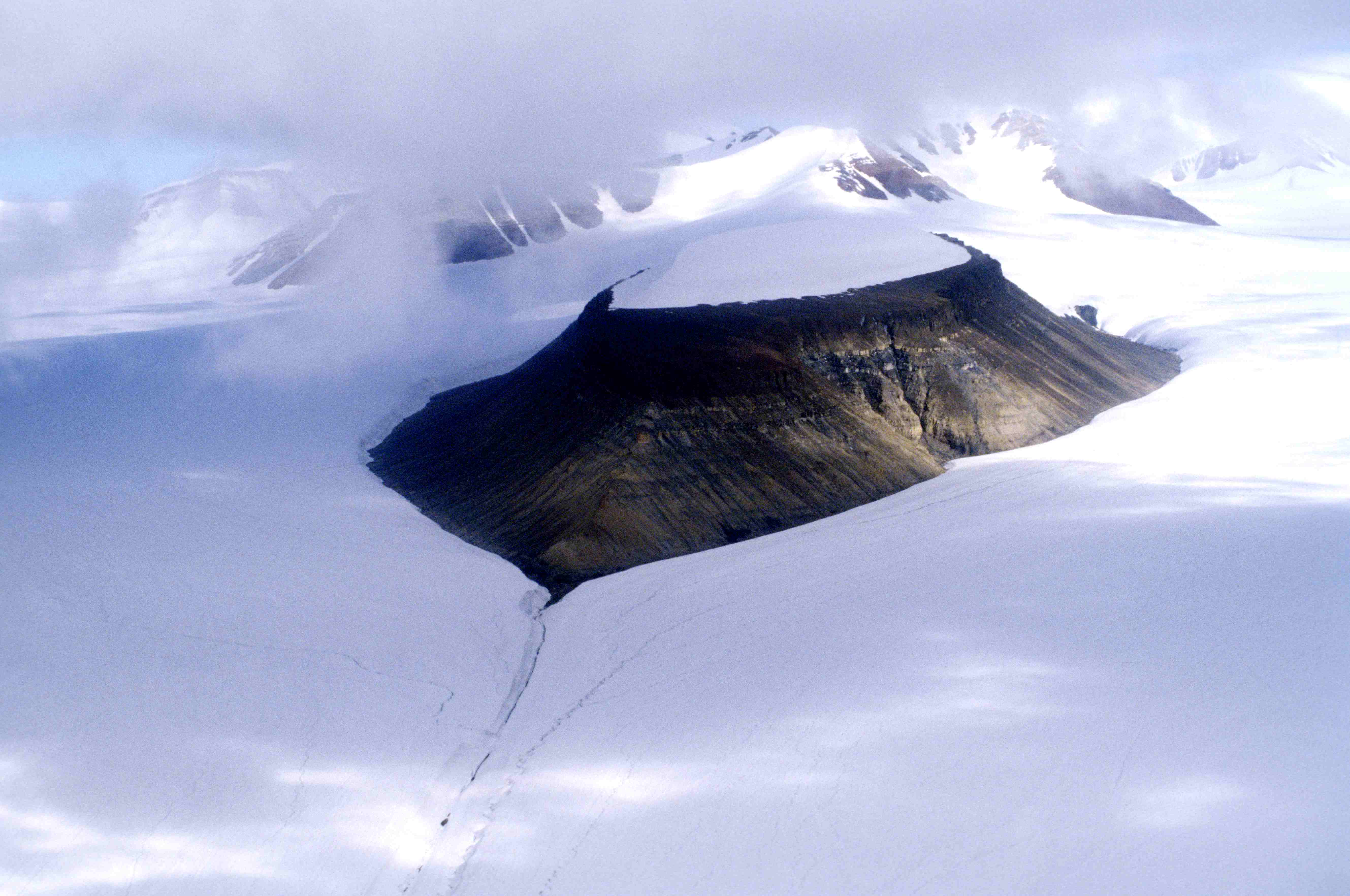
British Empire Range

Die beiden zu den durch Faltung im Paläozoikum entstandenen Innuitians gehörenden Gebirgszüge United States Range und British Empire Range von Grant-Land (Teile der Arktischen Kordillere) sind von einer bis 1.000 Meter starken, noch aus der letzten Eiszeit stammenden Eiskappe (Grant Land Ice Cap) und einigen kleineren Eiskappen bedeckt. Aus ihr ragen Bergspitzen als Nunataks empor, darunter
- der Barbeau Peak (81° 54′ 30″ n. Br., 75° 01′ 30″ w. L.), mit 2.616 Metern höchster Berg von Nunavut und gleichzeitig der höchste Punkt im Park[3]
- der Mount Whisler (82° 00′ 42″ n. Br., 74° 32′ 18″ w. L.), mit 2.500 Metern der zweithöchste Gipfel der Ellesmere-Insel, 12 Kilometer nordöstlich des Barbeau Peak vom Henrietta-Nesmith-Gletscher ganz eingeschlossen, und
- der Mount Eugene (82° 24′ 18″ n. Br., 66° 38′ 39″ w. L.), 63 Kilometer westlich der Militärstation Alert.

Südlich und östlich der Gebirgszüge senkt sich das Land im Zentrum des Nationalparks abrupt. Auf einer Höhe von nur 158 Metern ü. d. M. liegt hier der Hazensee (81° 38′ bis 81° 58′ n. Br., 68° 55′ bis 72° 58′ w. L.). Dieser im Norden durch die Garfield-Bergkette und im Süden durch das Hazen-Plateau geschützte See stellt eine thermale „Oase“ dar, die im Sommer bei durchschnittlichen Mittagstemperaturen von bis zu 20 °C an ca. 70 Tagen frostfrei bleibt. Einziger Abfluss ist der 22 km lange Ruggles River, dessen Ausgang aus dem See selbst bei −60 °C nicht vollständig friert; er mündet in den Chandler-Fjord, dessen Wasser durch den Conybeare-Fjord und die Lady Franklin Bay zur Nares-Straße fließen.
Das zerklüftete Hazen-Plateau endet im Osten an den 600 Meter in die Tiefe fallenden Klippen des Archer-Fjords und des Robenson-Kanals.
Quttinirpaaq ist mit jährlichen Niederschlägen von nur 60 Millimetern eines der trockensten Gebiete der nördlichen Hemisphäre, eine sog. Polarwüste.

## Geschichte
Auf dem Gebiet des Quttinirpaaq-Nationalparks finden sich Spuren von mehr als 4.000 Jahren dauernder menschlicher Besiedelung. Die ersten Menschen waren Paläo-Eskimos der Prä-Dorset-Kultur; ihnen folgten später Angehörige der Dorset-Kultur und schließlich der Thule-Kultur. Die letzte Gruppe von Menschen verschwand während der Kleinen Eiszeit (1600–1850) von der Ellesmere-Insel.
1882 entdeckte der damalige Leutnant und spätere General Adolphus Washington Greely von der während des Ersten Internationalen Polarjahrs betriebenen amerikanischen Forschungsstation Fort Conger aus den See. Er war auch der erste, der über die umliegende Gebirgs- und Gletscherwelt berichtete.
Während des Internationalen Geophysikalischen Jahres (1. Juli 1957 bis 31. Dezember 1958) wurde am Nordufer des Sees gegenüber von St. John’s Island das „Hazen Camp“ als Forschungsbasis errichtet (81° 49′ n. Br., 71° 20′ w. L.). Da die Region um den See während der letzten Eiszeit von Gletschern unbedeckt geblieben war, konnten sich hier voreiszeitliche Organismen erhalten, worauf sich auch nach 1958 bis heute großes wissenschaftliches Interesse gründet.

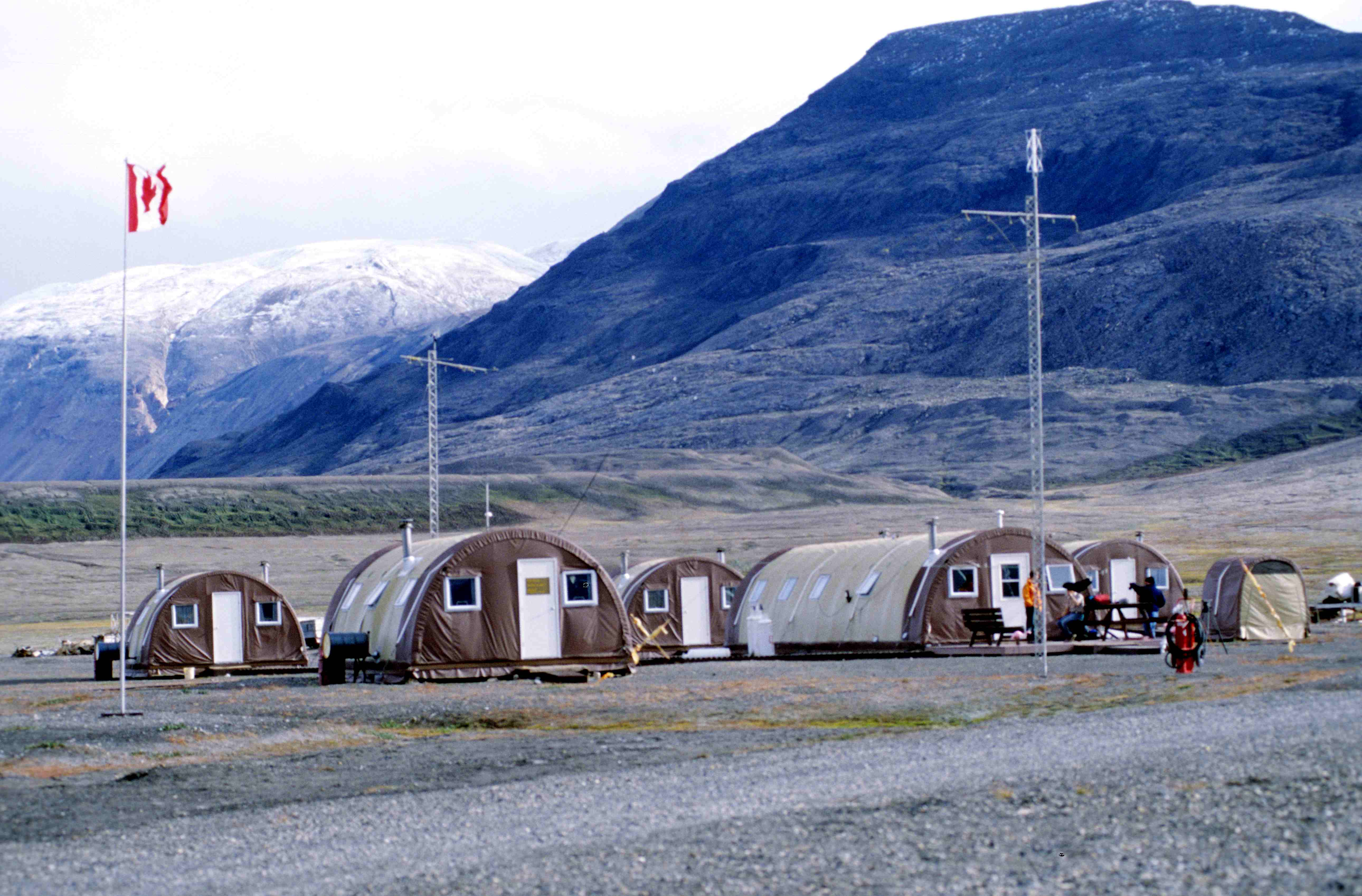
Tanquary-Fjord-Camp mit Jamesway-Zelthütten

## Flora

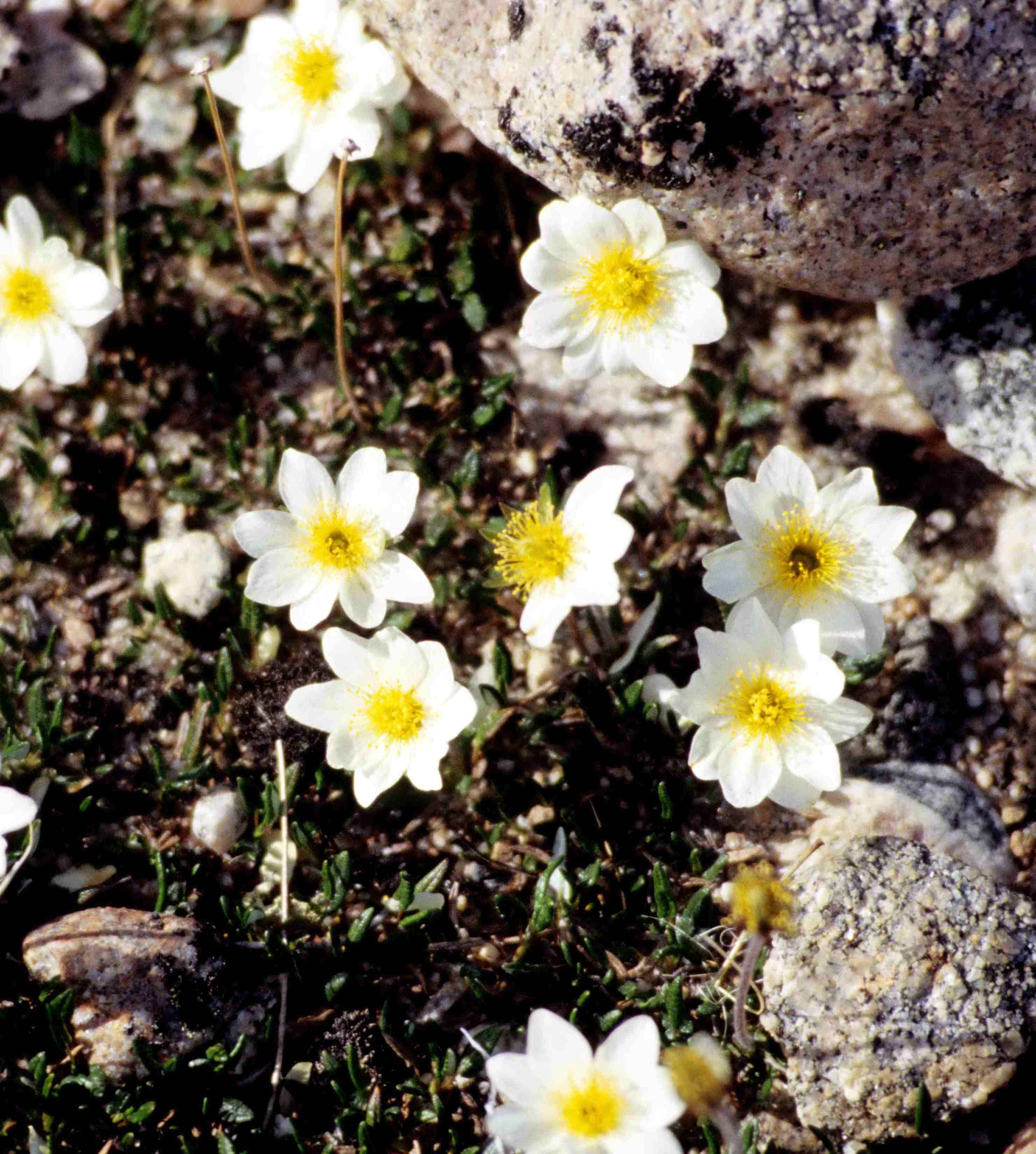
Silberwurz (Dryas integrifolia)

Die Gletscherregionen des Nationalparks geben nur eingeschränkt Raum für Pflanzenwuchs. Auf Endmoränen, Seitenmoränen, Eskern und anderen Gletschergründen haben sich jedoch mit der Zeit Bodenkrumen entwickelt, so dass sich nicht nur Flechten und Moose, sondern in windgeschützten, der Sonne zugewandten eisfreien Zonen Gefäßpflanzen ansiedeln konnten. Vor allem in Gebieten, in denen sich Grundwasser staut, bildeten sich nährstoffhaltige Böden als Basis für Vegetation, und so hat sich in der Hazensee-Oase eine reiche Pflanzen- und Tierwelt entwickelt. Ende Juli, Anfang August blühen in den Moos-, Flechten- und Gras-Matten vor allem verschiedene Weidenarten, der gelbe Arktische Mohn, die weiße Silberwurz und die roten Kissen des Stängellosen Leimkrauts. Insgesamt wurden etwa 130 Pflanzenarten gezählt.

## Fauna

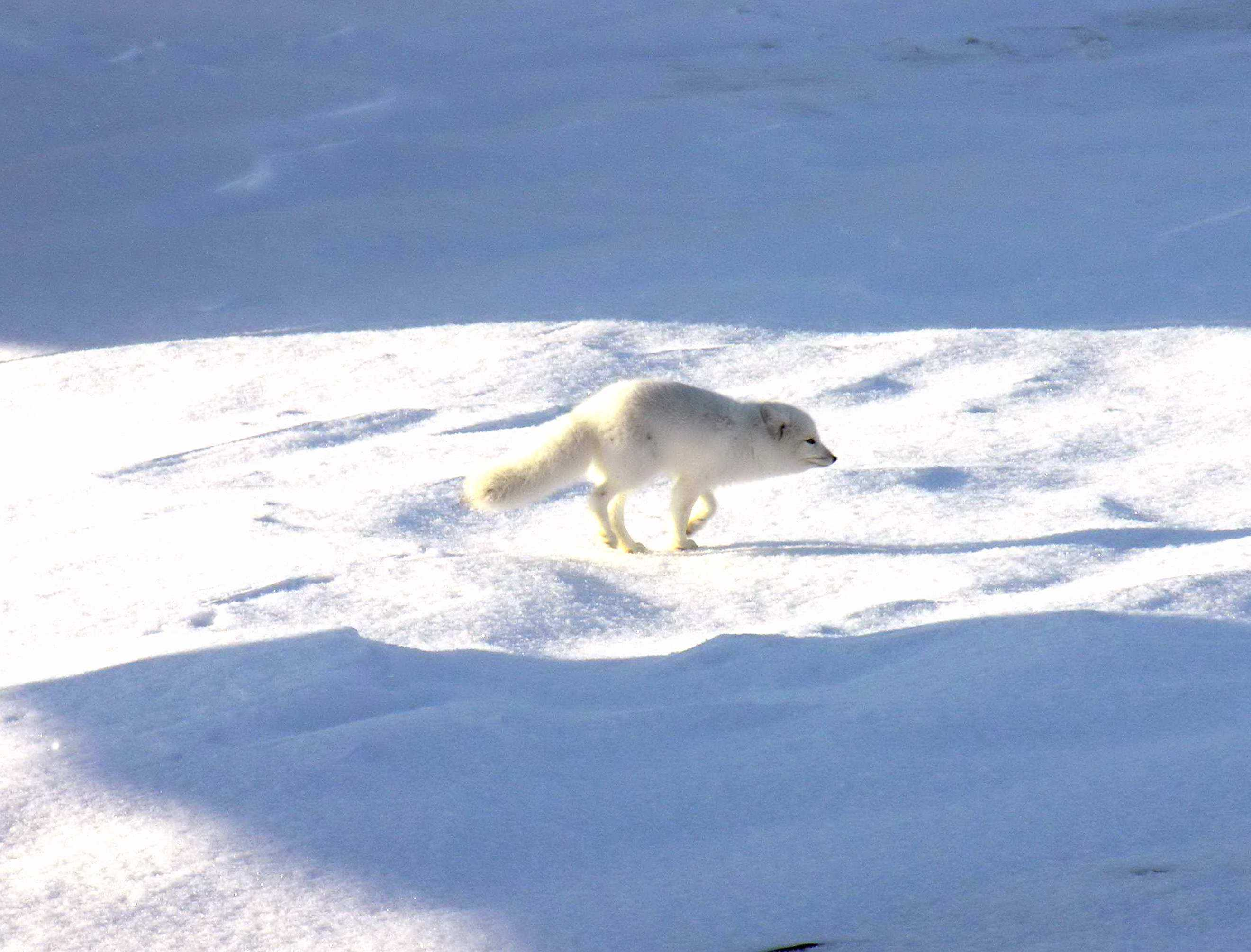
Polarfuchs (Alopex lagopus)

### Landsäugetiere
Herbivoren, in erster Linie Moschusochsen, Peary-Karibus, Polarhasen und Lemminge, dienen diese Pflanzen als Nahrung. Sie ihrerseits fallen Polarwölfen, die hier seit über 1.000 Jahren zu Hause sind, zur Beute. Auch Polarfüchse leben hier. Gegenwärtig leben auf dem Gebiet des Parks etwa 20 Wölfe, 200 Peary-Karibus und 2.000 Moschusochsen.

### Vögel
Über 30 Vogelarten, darunter Sturmvögel, Küstenseeschwalben, Raubmöwen und andere Möwenarten, brüten im Sommer auf dem Gebiet des Nationalparks.

### Meeressäuger und Fische
An den Meeresküsten halten sich Ringelrobben, Bartrobben, Walrosse und gelegentlich auch Wale und Eisbären auf. An Fischen ist im Hazensee als eine einzige Art der Wandersaibling heimisch.

## Tourismus

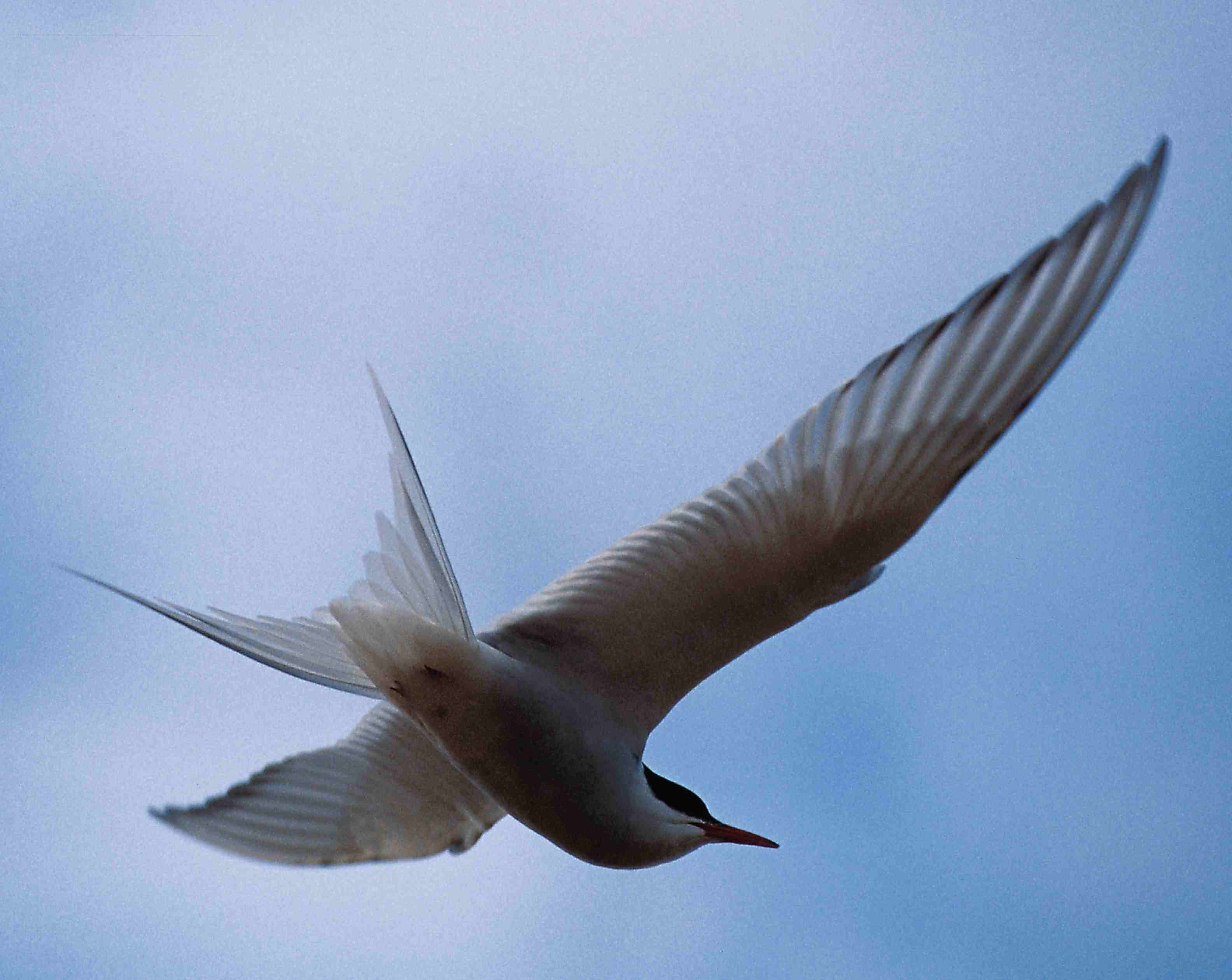
Küstenseeschwalbe (Sterna paradisaea)

Der Quttinirpaaq-Nationalpark gehört zu den fünf kanadischen Nationalparks mit den wenigsten Besuchern, er hatte im Haushaltsjahr 2022–2023 mit sieben Besuchern die zweitwenigsten Besucher. Weniger Besucher als der Quttinirpaaq-Nationalpark hatte nur der Sirmilik-Nationalpark (6 Besucher). Allerdings hatten auch die Parks mit den nächstmeisten Besuchern, der Tuktut-Nogait-Nationalpark (12 Besucher), der Aulavik (34 Besucher) und der Wapusk-Nationalpark (82 Besucher), nicht deutlich mehr Besucher. Gemeinsam ist diesen Parks mit sehr wenigen Besuchern ihre abgelegene Lage, teilweise sehr weit im Norden.
Tagestouristen und Tourengänger kommen in der Regel mit Chartermaschinen. Die Tourengänger brechen meist von hier auf, um auf einer der üblichen Routen in 8 bis 12 Tagen zum Lake Hazen zu wandern. Die Rückkehr erfolgt von dort gewöhnlich mit einem vorbestellten Charterflugzeug. Zuweilen wird auch die umgekehrte Route gewählt. Während ihrer Tour bleiben die Wanderer immer in Funkkontakt mit dem Basislager.
Im Parks-Canada-Camp werden alle aktuellen Informationen zum Parkbesuch gegeben, z. B. auch Hinweise über gesperrte Gebiete wie die Areale mit Wolf-Geburtshöhlen, die zum Schutz der in ihrem Bestand gefährdeten Polarwölfe nicht mehr betreten werden dürfen.

### Infrastruktur
Pforte zum Nationalpark ist ein aus Jamesway-Zelthütten am Tanquary-Fjord errichtetes Camp (81° 25′ n. Br., 76° 45′ w. L.) von Parks Canada, das je nach Eisverhältnissen von einem Versorgungsschiff angelaufen werden kann. Kleine Flugzeuge können auch auf dem Flugplatz Tanquary Fiord landen. Während des Sommers ist das Camp etwa zweieinhalb Monate mit Parkwächtern (Parks Canada Rangers) besetzt. Eine der wichtigsten Aufgaben dieser Rangers ist es, jährlich in einer vier Tage dauernden Aktion mit Flugzeug- oder auch Hubschrauberunterstützung den gesamten Wildbestand zu erfassen. Auch der gesamte Pflanzenbestand soll ermittelt und in Zehnjahresintervallen auf Veränderungen überprüft werden.